# ميناء القمر (بوردو)
ميناء القمر (بالفرنسية: Port de la Lune)‏ هو الاسم الذي يطلق على ميناء بوردو، أطلق عليه هذا الأسم بسبب شكل النهر الذي يعبر المدينة. يمثله هلال واحد على شعار الفرسان لبوردو، وثلاثة أهلة متداخلة في شعار البلدية. يشكل المركز التاريخي لتلك المدينة المرفئية الواقعة في الجنوب الغربي لفرنسا مجمعاً حضرياً وهندسياً استثنائياً يعود إلى عصر التنوير، حافظ الموقع على مكانته حتى النصف الأول من القرن العشرين، وهي ثاني المدن الفرنسية بعد باريس من حيث عدد المباني المحافظ عليها التي تحتويها، ولقد امتد دور بوردو التاريخي كمركز لتبادل القيم الثقافية لأكثر من 2000 عام، خصوصا منذ القرن الثاني عشر بسبب العلاقات التجارية مع بريطانيا العظمى وهولندا.
أُدرِج ميناء القمر وما يقرب من 1800 هكتار من المنطقة الحضرية المحيطة به في قائمة مواقع التراث العالمي لليونسكو في عام 2007، بسبب اتجاهات العمارة الكلاسيكية والمبتكرة الكلاسيكية الجديدة وبروز بوردو كمركز لصناعة النبيذ التاريخي وكمركز تجاري عالمي لأكثر من 800 عام. موقع التراث العالمي هو أكبر منطقة حضرية مدرجة من قبل اليونسكو (اعتبارًا من عام 2021)، تغطي 40 ٪ تقريباً من مساحة المدينة بأكملها.
كما كافأت اليونسكو البلدية لجهودها في ترميم وتزيين الأرصفة والواجهات في مركز المدينة.

## معرض

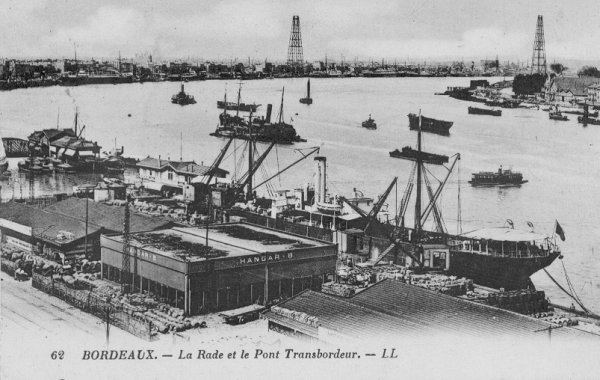
لقطة لميناء القمر بوردو
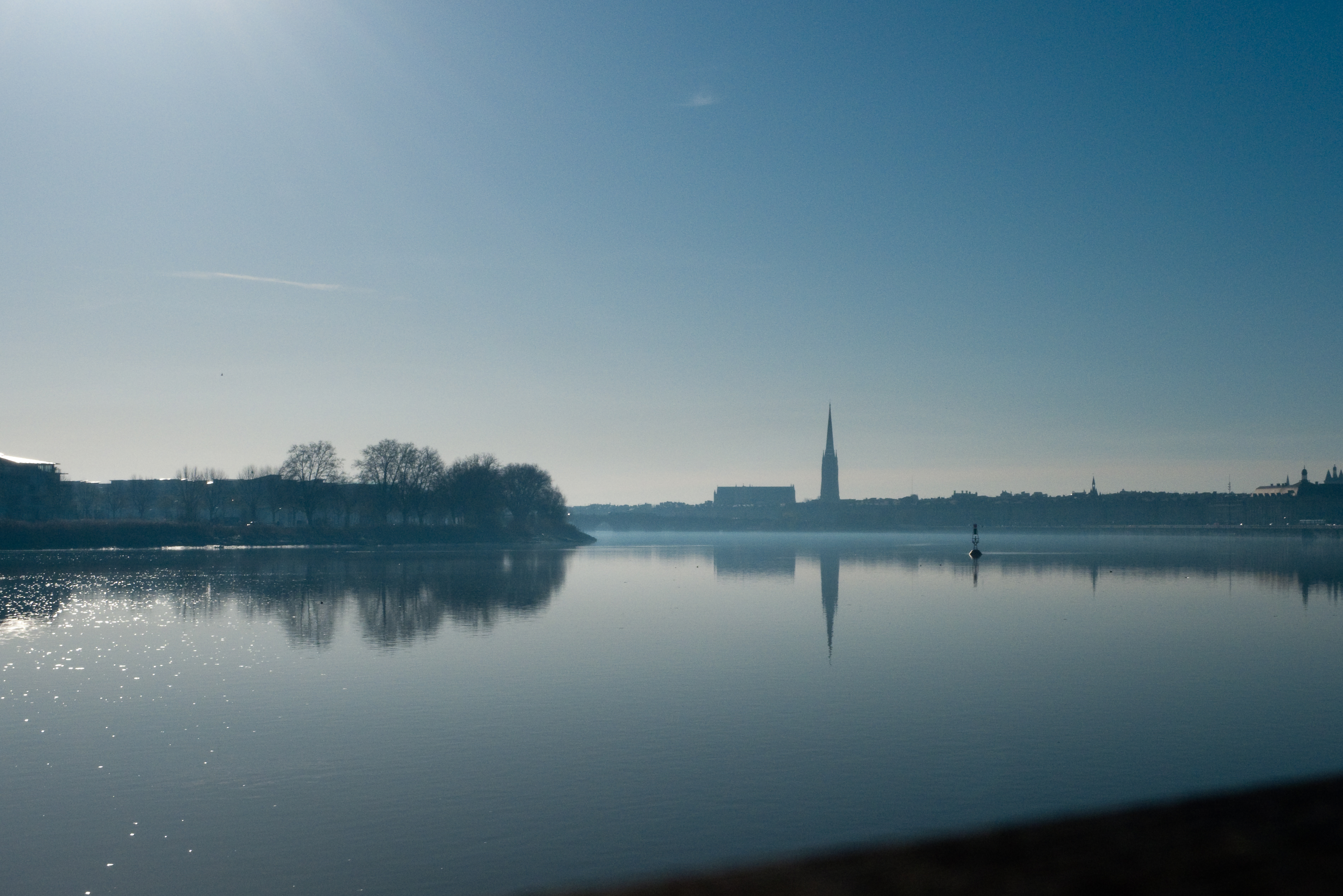
جانب من الميناء
شعار الفرسان ذو هلال واحد
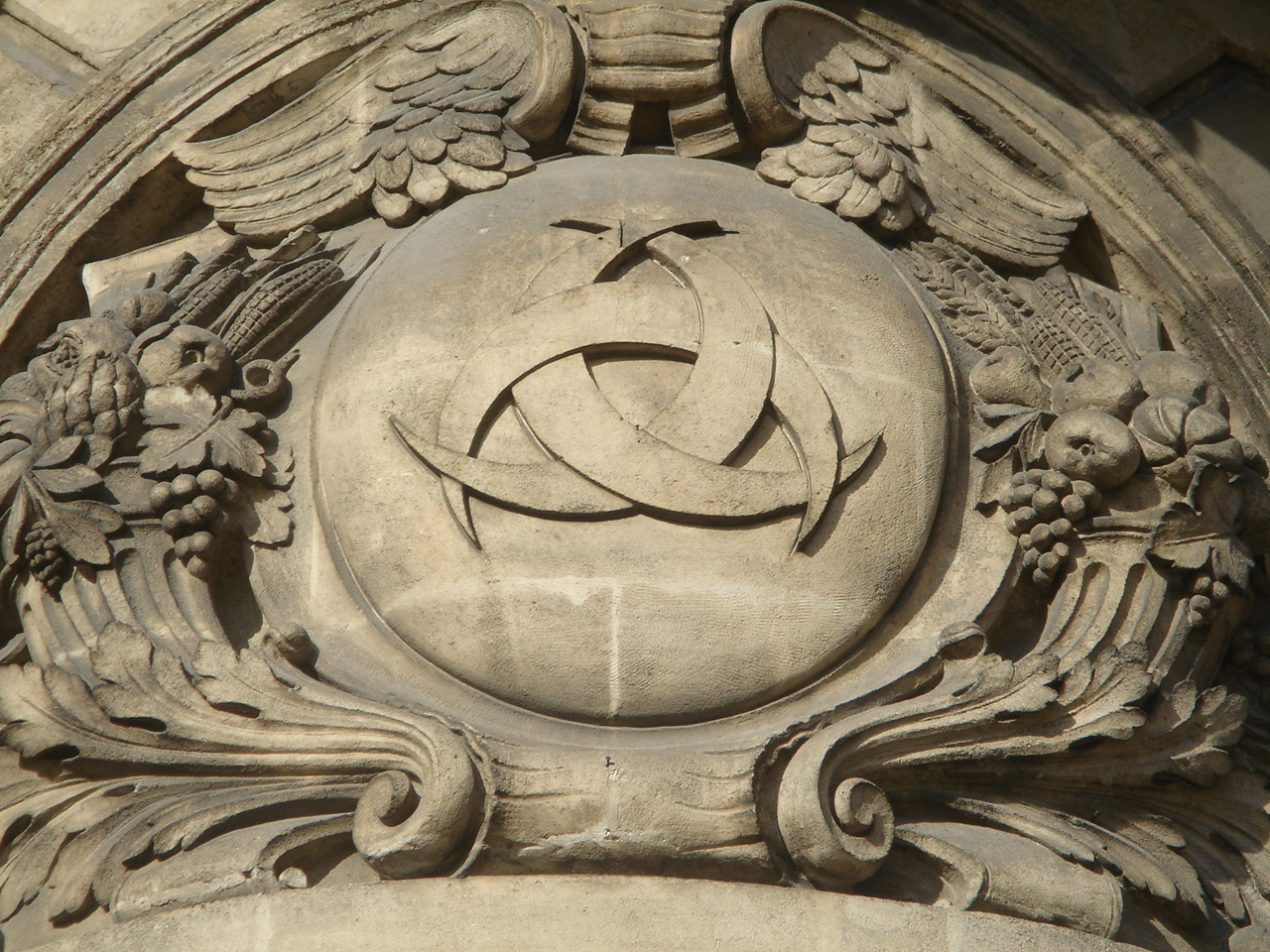
شعار البلدية، ثلاث أهلة متداخلة
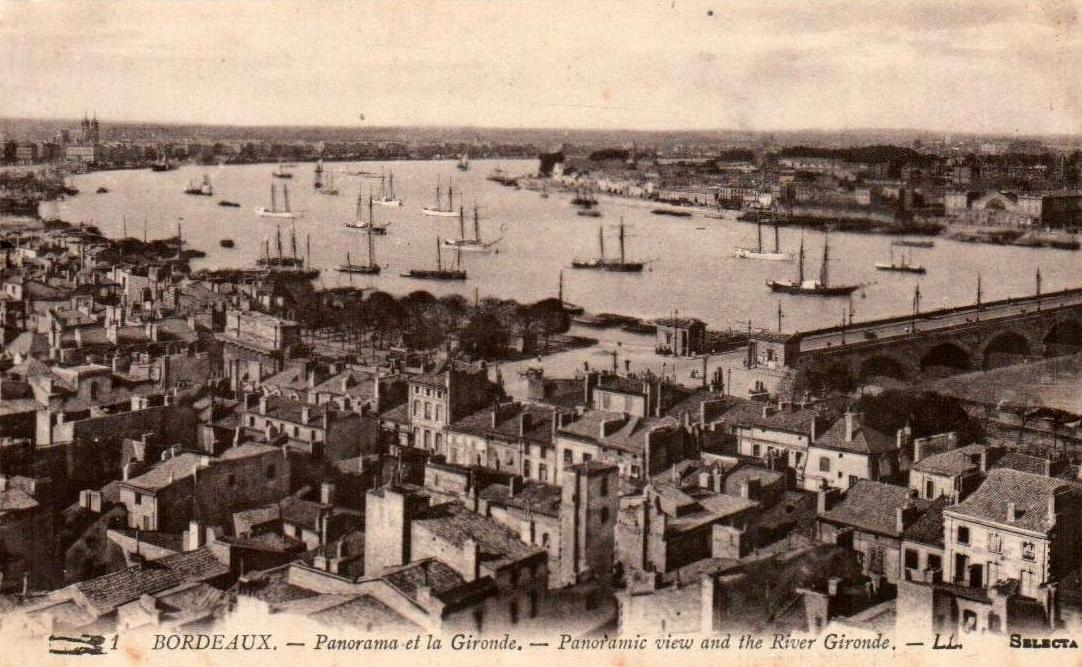
منظر من أعلى قمة سان ميشيل